# Gheorghe Scheletti
Gheorghe Scheletti (ortografiat uneori și ca George Skeletti) (n. 5 mai 1836, Iași – d. 14 septembrie 1887, Iași) a fost un pianist și compozitor român, profesor de pian la Conservatorul de muzică din Iași. Cea mai cunoscută piesă de muzică vocală compusă de Gheorghe Scheletti este romanța „Ce te legeni codrule” pe versurile lui Eminescu.

## Biografie
Gheorghe Scheletti s-a născut la Iași, în 1836. Tatăl său, Petru Scheletti (1808 - 1878), a fost un militar de carieră, colonel și aghiotant domnesc, și, din 1852, director al Departamentului Lucrărilor Publice din Principatul Moldovei, unul din reprezentanții influenți ai Mișcării separatiste din Moldova.
Familia Scheletti era de origine grecească, primul reprezentant al familiei, Theodor Schilet sau Schelitti din Chios, fiind semnalat în cronici la 1570. O ramură a familiei s-a instalat în Moldova și unul din descendenții acesteia, căminarul Dumitrache Schilli, s-a căsătorit în 1777 cu Ecaterina Scanavi, cumnata lui Vodă Nicolae Mavrogheni, și a avut mai mulți copii, printre care Costandin Schilli, viitor stolnic în timpul domniei lui Scarlat Callimachi. Costandin Schilli avut trei fii: serdarul Anton, aga Grigore și Petru, tatăl lui Gheorghe Scheletti.
Dintre frații lui Gheorghe Scheletti s-a remarcat generalul de divizie Scarlat Scheletti (1841 - 1913), militar de carieră care a participat la Războiul de Independență al României și a ocupat ulterior funcții importante în Ministerul de Război. Sora sa Maria a fost mama pictorului Alexandru Poitevin-Skeletti.
Gheorghe Scheletti a studiat la pensionul lui Gheorghe Asachi din Iași și a luat lecții de pian avându-l ca profesor pe Schwarzenberg. Deși în 1852 refuzase să plece la studii în străinătate, Gheorghe Scheletti pleacă în final la Berlin pentru a urma cursurile unei școli de ingineri însă își continuă și pregătirea muzicală la Konservatorium Stern, avându-i ca profesori pe Julius Schulhoff⁠(en)[traduceți] și Theodor Kullak⁠(en)[traduceți]. Tot aici îl cunoaște pe Giacomo Meyerbeer.
Se întoarce în țară și întâi ocupă un post la Ministerul Lucrărilor Publice, după care intră în armată și este avansat până la gradul de maior. Susținător al domnitorului Alexandru Ioan Cuza, nu numai că refuză să participe la complotul care a dus la detronarea acestuia, dar și publică ulterior un pamﬂet intitulat „Procesul dlui maior Scheletti” în care afirmă că militarii care au organizat complotul și-au călcat demnitatea de oșteni și de cetățeni. Această luare de poziție determină judecarea sa de către Comisia Criminală și Consiliul de Revizie Militar care hotărăsc degradarea și îndepărtarea sa din armată.
Profitând de libertatea obținută, pleacă la Viena unde, între anii 1867 - 1870, își desăvârșește cunoștințele muzicale și îl întâlnește pe Johann Strauss care îl determină să scrie muzică ușoară și de salon. Se reîntoarce în țară și, în 1877, este numit profesor de pian la Conservatorul de muzică din Iași, post pe care îl ocupă până la sfârșitul vieții. Aici înființează și conduce „Octetul român”. Printre elevii săi se numără și Paul Ciuntu (1866 – 1918), pianist, compozitor și șef de orchestră, director al Conservatorului din București.
Între anii 1880 - 1886 Gheorghe Scheletti a fost profesor de muzică la Școala Normală „Vasile Lupu” din Iași. De asemenea, a avut o activitate publicistică notabilă, semnând numeroase note și articole polemice (printre care și cele cu Gavriil Muzicescu) în revista Arta din Iași. Deși nu a fost înscris în societatea Junimea, a participat la activitatea acesteia.
Gheorghe Scheletti a decedat la Iași în 1887 și a fost înmormântat în cavoul familial din Cimitirul Eternitatea din Iași, cavou aflat pe lista monumentelor istorice din județul Iași (Mormântul generalului Scarlat Scheletti, cod LMI IS-IV-m-B-04349).

## Activitatea componistică
Gheorghe Scheletti a compus piese de muzică instrumentală, multe dintre ele cu caracter militar sau patriotic, precum „Marș funebru la moartea lui Cuza Vodă”, „Hora Griviței”, „Marș funebru la moartea eroilor români de la Plevna”, „Suspinul Carpaților”, „Aurora boreală”, sau valsurile „Dorul”, „Iluzii pierdute” și „Grangurul” (înscris de Johann Strauss în repertoriul său).
A compus, de asemenea, și numeroase piese de muzică vocală dintre care: „Vânătorii”, „Cinel-Cinel” și „De la mine pân’ la tine” (pe versuri de Vasile Alecsandri), „Baladă” (versuri de Grigore Alexandrescu), „Dorul” (versuri de Goethe), „Bate vântul” (versuri de Theodor Șerbănescu), „Noaptea când eu trec prin codru” și „De-ar cunoaște” (pe versuri de Heinrich Heine), „Până când, frate ardelene” (versuri de V.A. Urechia). Cea mai cunoscută lucrarea a sa rămâne însă romanța „Ce te legeni codrule” pe versuri de Eminescu.
„Dacă a fost vreodată un poet fericit, ca să-și asculte versurile cântate astfel, precum el singur le-a dorit, apoi desigur a fost Eminescu. Ce te legeni codrule? e un cap de operă, o adevărată symphonie.”— Vasile Cosmovici, Revista nouă, 15 mai 1890 (citat de Viorel Cosma, 2000)